# Ludwig Diehl (Theologe)
Ludwig Diehl (* 17. Januar 1894 in Weilerbach; † 15. Oktober 1982 in Zweibrücken) war ein deutscher evangelischer Theologe und Landesbischof der Evangelischen Kirche der Pfalz.

## Leben
Ludwig Diehl war der Sohn eines Landwirts und hatte drei Geschwister. Seine Schullaufbahn absolvierte er an der Volksschule in seiner Heimatstadt und am humanistische Gymnasium in Kaiserslautern. Nach bestandener Reifeprüfung studierte er von 1914 bis 1918 Theologie an den Universitäten Heidelberg und Bonn. Das Studium unterbrach er 1916 für einen kurzen Einsatz beim Deutschen Heer im Ersten Weltkrieg. Er wurde 1918 Privatvikar in Zweibrücken und dort nach der 1919 erfolgten Ordination Stadtvikar. Ab 1924 wirkte er als Pfarrer in Mackenbach und in der Arbeiterkolonie Schernau. Er trat zum 21. April 1927 der NSDAP bei (Mitgliedsnummer 60.256) und wurde für die Partei u. a. als Gauredner tätig.
Nach der Machtübergabe an die Nationalsozialisten wurde Diehl 1933 Vorsitzender des Pfarrvereins und im Mai dieses Jahres Landesleiter der Deutschen Christen, für die er der Arbeitsgemeinschaft der Kirchenleiter angehörte. Er war 1933 Teilnehmer der Deutschen Evangelischen Nationalsynode in Wittenberg. Von 1934 bis zum Oktober 1945 war er Landesbischof der Landeskirche Pfalz. Er erhielt 1934 das Goldene Parteiabzeichen der NSDAP. Von Oktober 1935 bis 1937 gehörte er dem Reichskirchenausschuss (Referat Jugendarbeit) an und vertrat ab 1939 seine Landeskirche im neugegründeten Institut zur Erforschung und Beseitigung des jüdischen Einflusses auf das deutsche kirchliche Leben in Eisenach. Während des Zweiten Weltkrieges war er nach dem Westfeldzug auch für die reformierten und protestantischen Kirchengemeinden des annektierten Teils Lothringens zuständig.
Nach Kriegsende wurde er von seinen Funktionen entbunden und 1946 durch die französischen Besatzungsbehörden interniert. Er wurde wieder Pfarrer in Mackenbach, bis er 1963 offiziell in den Ruhestand ging.